# Poezja wczesnochrześcijańska

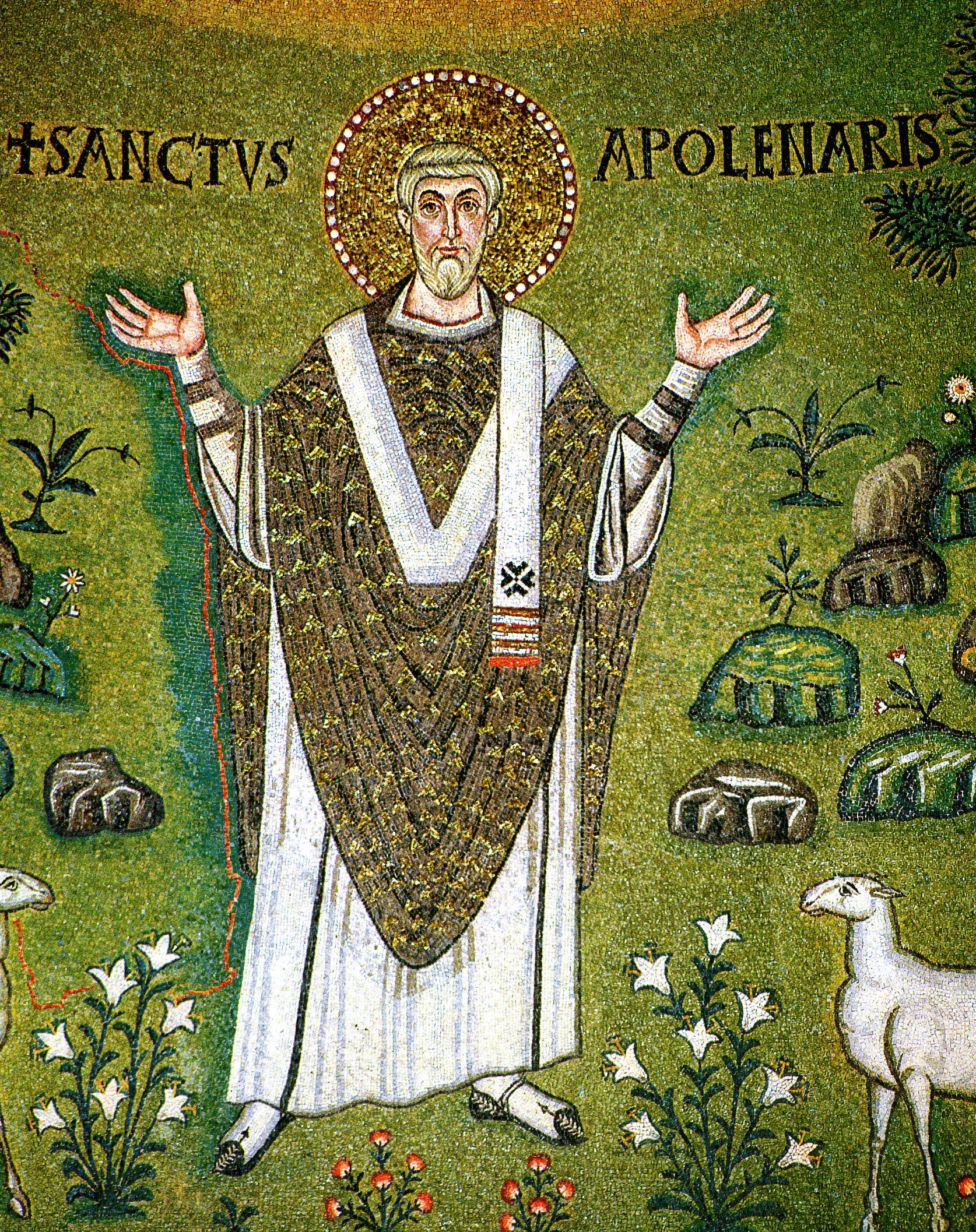

Filologowie klasyczni terminem poezji wczesnochrześcijańskiej określają utwory liryczne pojawiające się od ok. II wieku, których celem było rozpowszechnianie chrześcijaństwa. Powstały one w Cesarstwie Rzymskim i na Bliskim Wschodzie. Niektórzy historycy literatury za początek poezji wczesnochrześcijańskiej podają pierwszą połowę IV wieku, uznając iż nie wchodzą w jej skład pieśni liturgiczne, a jedynie dzieła pisane z myślą o zachowaniu kanonów. Badania nad nimi stanowią część składową patrologii.
Powstawanie poezji wczesnochrześcijańskiej było najczęściej skutkiem wzajemnego oddziaływania pogańskich greckich i rzymskich filozofów i chrześcijan, stąd opowiadanie o Jezusie Chrystusie za pomocą wergiliańskiego eposu bądź horacjańskiej epody. Skutkiem tych relacji było w równym stopniu zasymilowanie literatury pisanej przez pogan do światopoglądu chrześcijańskiego, np. wędrówkę Eneasza przez Hades zaczęto utożsamiać ze zstąpieniem Chrystusa do otchłani i przepisywać w ten sposób do centonów. Pieśni chrześcijańskie powstawały również w celu zespalania wspólnot, zachowywania ich tradycji oraz wyrażania pobożności, pozostałe – zwłaszcza wschodnie – stanowiły zapis teologii innej niż spekulatywna oraz jedną z form zwalczania herezji.

## Historia
Sprawą sporną pozostaje periodyzacja "okresu wczesnochrześcijańskiego" w poezji. Niektórzy badacze zaczynają omówienie dziejów tej literatury od II wieku z uwzględnieniem jej właściwych źródeł pośród piśmiennictwa kościelnego, o którym posiadamy świadectwo w listach św. Pawła; inni zaś uważają, że o istnieniu poezji wczesnochrześcijańskiej możemy mówić dopiero od IV wieku, czyli – ściślej rzecz ujmując – okresu panowania cesarza Konstantyna. Niewiele napisano o dacie schyłkowej, za ks. Markiem Starowieyskim można wobec tego przyjąć, iż umowny koniec poezji wczesnochrześcijańskiej nastąpił w VI-VII wieku.

### Od psalmów do heksametru
Pierwsze teksty pisane prozą rytmiczną, która w toku ewolucji zaczęła przeobrażać się w rozbudowaną hymnologię, znajdujemy już w pismach świadków apostolskich, jak np. w Didache czy u Klemensa Rzymskiego. Z literackiego punktu widzenia były to utwory w dużej mierze zależne od wzorców żydowskich, oparte na rozlicznych paralelizmach wewnątrzkompozycyjnych. Jednocześnie odznaczała je spora swoboda improwizacji. Chrześcijańskie hymny w pełnym znaczeniu tego terminu pojawiają się od połowy II wieku, pisane w celu zachowania ortodoksyjnej nauki wśród niewykształconych wiernych; pod wpływem okoliczności z czasem zaczęły one używać skomplikowanej metryki greckiej, a także rytmu anapestycznego.
Pierwszym znanym z imienia poetą chrześcijańskim świata łacińskiego był Kommodian, autor wierszy o charakterze satyryczno-apologetycznym oraz apokaliptycznym, w których występował zarówno przeciwko poganom i żydom, jak i przeciwko chrześcijanom dającym fałszywe świadectwo swojej wiary. Autor wykorzystywał do tego celu lukrecjańską retorykę dydaktyczną. Badacze literatury wczesnochrześcijańskiej utrzymują zgodną opinię, iż poezja Kommodiana jest, nawet jak na swoje czasy, prymitywna: posługuje się zbyt ostrą i jednostronną inwektywą, skierowana była najprawdopodobniej jako czytanie dla analfabetów, rządził nią resentyment, a w dodatku napisana została niestarannym heksametrem.

### Okres szczytu rozwoju
Filologowie klasyczni zgodnie uznają, iż największym poetą wczesnochrześcijańskim świata łacińskiego pozostaje żyjący na przełomie IV i V wieku Aureliusz Prudencjusz Klemens. Tradycja nadała mu przydomek "chrześcijańskiego Horacego" albo "chrześcijańskiego Pindara". Dwoma twórcami, którzy plasują się niżej od Prudencjusza, pozostając jednak czołowymi postaciami literatury swojej epoki byli Ambroży z Mediolanu oraz Paulin z Noli.
W świecie greckim w tym czasie tworzył Grzegorz z Nazjanzu, jeden z największych poetów wczesnochrześcijańskich, prawodawca i kodyfikator hymnu opartego już nie na długości sylab, ale na akcencie tonicznym. Obok lekkiej w treści i formie twórczości okolicznościowej, spod jego ręki wyszły zarówno poematy dogmatyczne, jak i autobiograficzne. Wedle filologów klasycznych odznaczają się one doskonałością warsztatu, zwłaszcza jeśli chodzi o umiejętność oddawania chwilowych wrażeń w "formie krótkiej", innym zaś razem "ze swobodną obfitością, jakiej dotychczas nie było przykładu w literaturze chrześcijańskiej". Najbardziej uderzającą cechą konfesyjnej poezji Grzegorza z Nazjanzu była żywiołowa namiętność w sprawach wiary, która rzucała autora na przemian w ufność i zwątpienie, miłość i izolację od bliskich, a wreszcie – światłość i mrok.
Na Wschodzie tworzył swoje hymny o śmierci, zmartwychwstaniu i dziewictwie Maryi Efrem Syryjczyk, uważany powszechnie za największego poetę w dziejach języka syryjskiego.

## Tematy i funkcje
Analiza komparatystyczna pozwala stwierdzić, że poetyka wczesnochrześcijańskich utworów lirycznych powstała na gruncie, stale żywego w ośrodku aleksandryjskim, dialogu pomiędzy dziedzictwem wielkiej poezji pogańskiej a myślą zhellenizowanego judaizmu. Na analizę poszczególnych elementów topiki tej poezji pozwolił zaś, widoczny u schyłku XIX wieku, rozwój studiów biblijnych oraz mediewistycznych przy pomocy humanistycznych metod filologicznych, zwłaszcza tzw. "historii form". Jak zgodnie referują znawcy tematu, charakter twórczości lirycznej Ojców Kościoła stanowił – dzięki połączeniu tradycji greckiej, łacińskiej i hebrajskiej – pomost między kulturą antyczną a literaturą europejską.

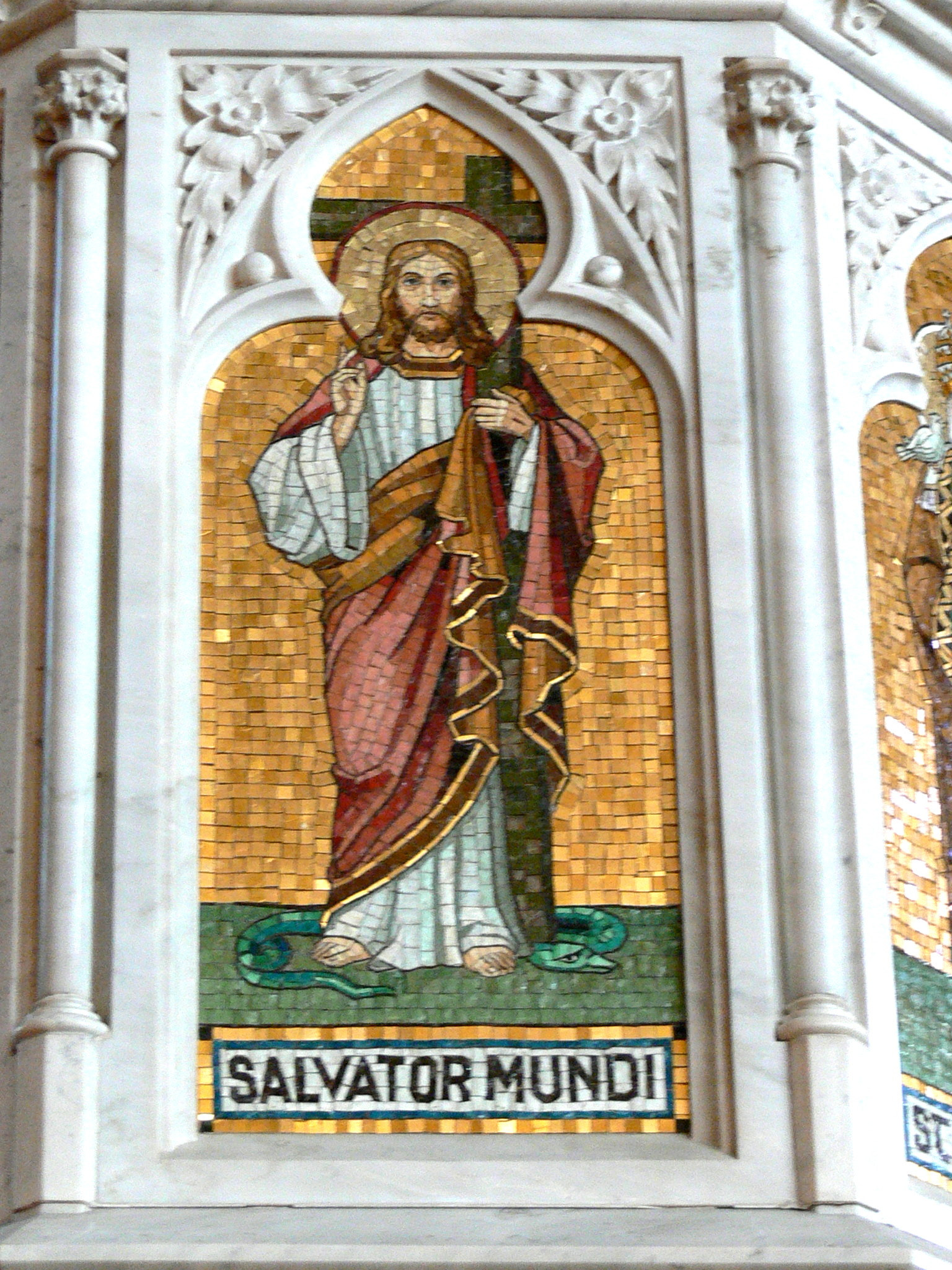

### Pomiędzy poezją a teologią
Forma poetycka była najbardziej charakterystyczną cechą uprawiania teologii Ojców Kościoła syryjskiego; ks. Wincenty Myszor nazwał ją wręcz "teologią poetów". Teologiczne zagadnienia Syryjczyków – wrogie względem systematycznie ujętej refleksji na temat wiary, znanej światu łacińskiemu i greckiemu – niemal wyłącznie przyjmowały wierszowaną formę, która niejednokrotnie pełniła także funkcję mnemotechniczną.

### Figury stylistyczne Chrystusa
Poezja wczesnochrześcijańska wypracowała system metafor i symboli na opisanie tajemnic starożytnej chrystologii; w tym procesie spory udział przypadł asymilacji dziedzictwa kultury pogańskiej do myśli chrześcijańskiej, o czym świadczy inwokacja Juwenkusa zwracająca się już nie do Muz, ale do Ducha Świętego o natchnienie poetyckie – odmienne od zachowania poetów greckich, które utożsamiane było z grzesznym obłędem platońskiego furor poeticus – pochodzące od Chrystusa jako nowego Orfeusza. W tym kontekście Zbawiciel występował w roli "kosmicznego muzyka", który zamiast przyozdabiać głowę śpiewaka wieńcem Helikonu, obdarowuje go wieńcem męczeńskim. Sam akt napisania chrześcijańskiego poematu nie służył bynajmniej unieśmiertelnieniu twórcy na zasadzie horacjańskiego exegi monumentum, ale miał zapewnić poecie nagrodę życia wiecznego w Królestwie Bożym.
Obce Kamenom, zamknięte dla Apollona,

 Serca oddane Chrystusowi.

### Poezja miłosna
Z okazji zaślubin poeci wczesnochrześcijańscy układali, wzorem liryków antycznych, epitalamia i anakreontyki. Na tym polu doszło jednak do przewartościowania pojęć; małżeństwo przestało być postrzegane jako sposób korzystania z dóbr świata, uległo silnej chrystianizacji i zaczęło odnosić się do miłości zmierzającej w stronę życia wiecznego. W świecie łacińskim przeważnie punktem odniesienia była tu figura Józefa i Maryi, samą miłość kojarzono zaś z ofiarą i oddaniem Jezusa Chrystusa. Do dziś zachował się utwór św. Prospera z Akwitanii (Carmen ad uxorem), który za pomocą formy wierszowanej odpowiedzialnej w świecie greckim za treści biesiadne, opisał wzajemny trud małżeński, wiążący się w świecie doczesnym z uświęconym cierpieniem, nakierowanym na nadzieję na szczęście w Królestwie Bożym. Innym przykładem może być syryjski poemat epicki z ok. VII wieku opowiadający o żonie, która odrzucając doczesne bogactwa, oddaje swoje życie za męża, w nagrodę za co oboje wprowadzeni zostają przez archanioła do nieba.